# Final Exit
Final Exit (título completo: Final Exit: The Practicalities of Self-Deliverance and Assisted Suicide for the Dying) é um livro de 1991 escrito pelo jornalista americano Derek Humphry, defensor do suicídio assistido que em 1980 cofundou a extinta Hemlock Society, uma organização não governamental americana de defesa do suicídio e do direito à morte, e a Final Exit Network em 2004. O livro foi publicado pela primeira vez em 1991 pela editora Hemlock Society em capa dura, e em 1992 foi publicada sua segunda edição com encadernação em brochura pela editora Dell. A terceira edição do livro foi publicada em 2010, acompanhada da primeira edição em formato digital. Em 2020, foi lançada a quarta edição exclusivamente em formato digital
O livro, muitas vezes referido como um "manual de suicídio", descreve os meios que os pacientes terminais podem usar para cometer suicídio.  O livro também aborda questões jurídicas, como a legalização da eutanásia e técnicas para a elaboração de um testamento vital. Desde seu lançamento, Final Exit tem sido considerado controverso, e o livro gerou debates sobre o direito de morrer. Outra preocupação que o livro desencadeou foi sobre o impacto deste em pessoas com transtornos mentais, que poderiam usar as informações contidas no livro para cometer suicídio. Apesar das controvérsias, em agosto de 1991 Final Exit alcançou a primeira posição na lista dos mais vendidos do The New York Times Best Seller list.
A organização não governamental pró-eutanásia Final Exit Network afirma que aproximadamente 750 000 cópias foram vendidas nos Estados Unidos e Canadá, e aproximadamente 500 000 em outros países. O livro foi proibido na França. Final Exit é o terceiro livro de Derek Humphry sobre a temática da auto-eutanásia e do suicídio assistido; precedido por Jean's Way (1978) e The Right to Die: Understanding Euthanasia (1986).

## Relançamentos
Em 1991, Final Exit passou 18 semanas na lista dos livros de não ficção mais vendidos do jornal The New York Times, tendo alcançado a primeira posição em agosto daquele ano. Além disso, em 2007 Final Exit figurou na última posição dos 25 livros que deixaram um legado em lista do USA Today. O livro foi traduzido para 12 idiomas. Em 2010, foi lançada a terceira edição da versão original em língua inglesa, acompanhada da primeira edição em formato digital.
Em 2000, Derek Humphry gravou um vídeo em VHS contendo as informações do livro; Em 2001, o eticista Peter Singer incluiu Final Exit na lista de seus dez melhores livros, que foi publicada no The Guardian.
Duas versões digitais para Kindle foram lançadas em 2006 e 2011, respectivamente. A quarta edição do livro, Final Exit 2020, foi lançada apenas em formato digital.

## Na cultura popular
O livro é mencionado no filme Nomadland (2020) por uma personagem portadora de câncer no cérebro em estágio terminal que está pensando em seu suicídio. No entanto, a personagem afirma erroneamente que o livro foi escrito por Jack Kevorkian, conhecido popularmente como "Dr. Morte".